# Антонін Водічка
Антонін Водічка (чеськ. Antonín Vodička; нар. 1 березня 1907, Прага, Австро-Угорщина — пом. 9 серпня 1975) — чехословацький футболіст (півзахисник) та хокейний тренер.

## Клубна кар'єра
Основний гравець півзахисту «Славії» 20-30 років двадцятого століття. За тринадцять сезонів празький клуб жодного разу не опускався нижче другого місця та сім разів здобував золоті нагороди чемпіонату Чехословаччини. Всього у лізі провів 163 матчі та тричі вражав ворота суперників. Зіграв 40 матчів за «Славію» в дербі проти «Спарти», більше провели тільки Франтішек Планічка (42) і Властиміл Копецький (44).
У 1929 році «Славія» стала фіналістом кубка Мітропи — одного з попередників кубка європейських чемпіонів. Антонін Водічка брав участь у обох фінальних матчах, але його команда поступилася угорському «Уйпешту».
У 1932 році команда мала всі шанси поборотися за перемогу — в першому півфіналі «Славія» розгромила вдома «Ювентус» 4:0, але під час гри на виїзді розлючена італійська публіка почала робити безпорядки на трибунах та кидати камені на поле, один з яких влучив у Планічку. На 46-й хвилині за рахунку 2:0 на користь «Ювентуса» матч припинено, чехословаки в супроводі поліції покинули поле. Президент празької команди Вацлав Валоушек не дозволив своїм гравцям повернутися на поле, а комітет Кубка Мітропи дискваліфікував обох півфіналістів.

## Виступи у збірній
У складі національної збірної виступав з 1926 по 1937 рік. За цей час провів лише 18 матчів. Це пояснюється наявністю в тогочасному чехословацькому футболові значної кількості висококваліфікованих гравців. Перебував у резерві збірної Чехословаччини на чемпіонаті світу 1934, де його команда здобула срібні нагороди.

## Тренерська діяльність
Після від'їзду Майка Букни до Канади, очолив збірну Чехословаччини з хокею із шайбою та столичний ЛТЦ. Національна збірна здобула золоті нагороди на чемпіонаті світу та Європи 1949 у Стокгольмі. ЛТЦ, у сезоні 1948-49, переміг в усіх матчах ліги з феноменальною середньою результативністю (по 10 закинутих шайб за поєдинок) і впевнено посів перше місце.

## Титули і досягнення

### Гравець
- Фіналіст кубка Мітропи (1): 1929
- Чемпіон Чехословаччини (7): 1929, 1930, 1931, 1933, 1934, 1935, 1937
- Віце-чемпіон Чехословаччини (6): 1926, 1927, 1928, 1932, 1936, 1938
- Володар середньочеського кубку (6): 1926, 1927, 1928, 1930, 1932, 1935
- Фіналіст середньочеського кубку (2): 1931, 1936
- Віце-чемпіон світу: 1934

### Тренер
- Чемпіон світу (1): 1949
- Чемпіон Європи (1): 1949
- Чемпіон Чехословаччини (1): 1949